# Zbigniew Kośmiński
Zbigniew Kośmiński (ur. 17 lipca 1924 w Grabowcu koło Iłży, zm. 7 sierpnia 1996 w Lublinie) – polski poeta i prozaik.
Ukończył filologię polską na Uniwersytecie Jagiellońskim. W 1972 r. uzyskał stopień doktora, a w 1979 r. stopień doktora habilitowanego. W latach 1977–1982 był docentem Instytutu Kształcenia Nauczycieli w Lublinie. Debiutował na łamach dziennika "Sztandar Ludu" jako poeta. W latach 1956–1965 był dyrektorem Liceum Sztuk Plastycznych w Zamościu. W latach 1965–1968 był dyrektorem i redaktorem naczelnym Wydawnictwa Lubelskiego. W 1986 r. wydał powieść przygodową dla młodzieży "Tajemny krąg".

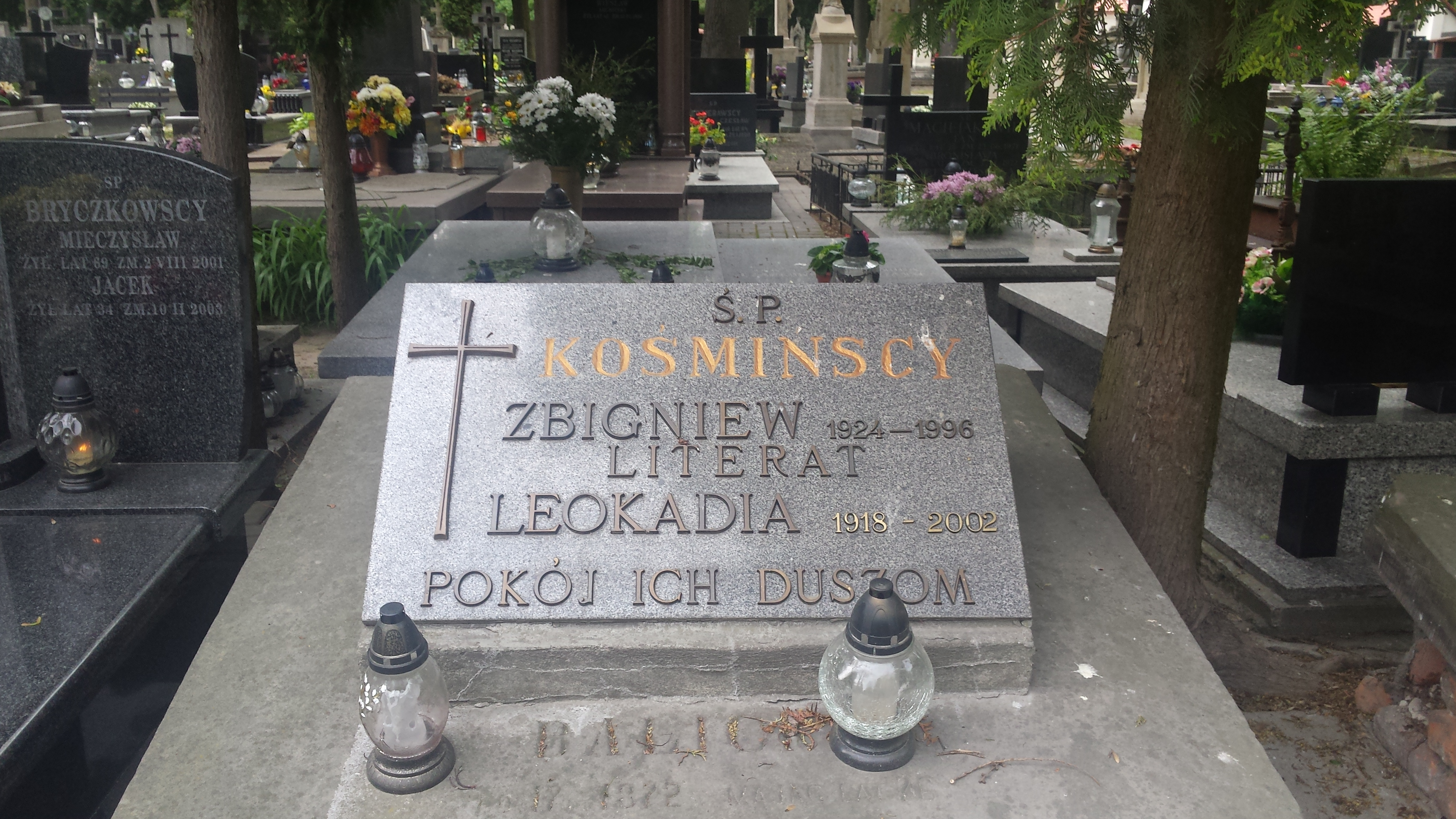
Grób Zbigniewa Kośmińskiego na cmentarzu przy ulicy Lipowej

## Twórczość
- Meteory (poezje)
- Sercem i myślą (poezje)
- Pyriflegethon. Poemat antpoetycki
- Spłoszony ptak (powieść)
- Światła na torze (powieść)
- Przez mgłę (powieść)
- Tajemny krąg (powieść)
- Funkcjonalne traktowanie i integracja procesu kształcenia i wychowania w szkole (studium)